# Stryknin
Stryknin er en gift, der anvendes som rodenticid (rottegift) og i små doser som nervemedicin. 

## Oprindelse
Stryknin er et udtræk fra frø fra planter i Strychnos-slægten, hvoraf den mest kendte er Rævekage (Strychnos nux-vomica). Stoffet blev oprindeligt introduceret til bekæmpelse af rotter i Tyskland i det 16. århundrede, og er blevet brugt som bjørnegift i Japan på øen Hokkaido, samt som opkvikkende tonic (f.eks. Idotonicum).

## Virkning
Stryknin er et af de bitreste stoffer, der kendes. Det kan smages i koncentrationer helt ned til 1 ppm. Stryknin er en af de kraftigste stimulanter af nervesystemet, fordi stoffet blokerer glycin-receptoren, som er en klorid-kanal centralnervesystemet (rygmarv og hjerne). Derved nedsættes de hæmmende nerveimpulser i rygmarven, så grænsen for stimulering af kroppens store muskler nedsættes. Kroppens muskler går derfor i krampe selv efter minimal stimulering (lyd, lys, berøring). Da musklerne på kroppens bagside er stærkest, står den forgiftede bogstaveligt talt med kroppen i en bue, hvilende på hæle og hoved. Ansigtsmusklerne trækker sig sammen i et djævelsk grin (risus sardonicus). Døden indtræffer efter 1-20 timer, fordi åndedrætsmusklerne går i krampe, så det bliver umuligt at trække vejret. Man behandler blandt andet forgiftning med diazepam, der modvirker kramper. (LD50) på 1 mg/kg.
| Naturvidenskab | Spire Denne naturvidenskabsartikel er en spire som bør udbygges. Du er velkommen til at hjælpe Wikipedia ved at udvide den. |